# Brian Higgins

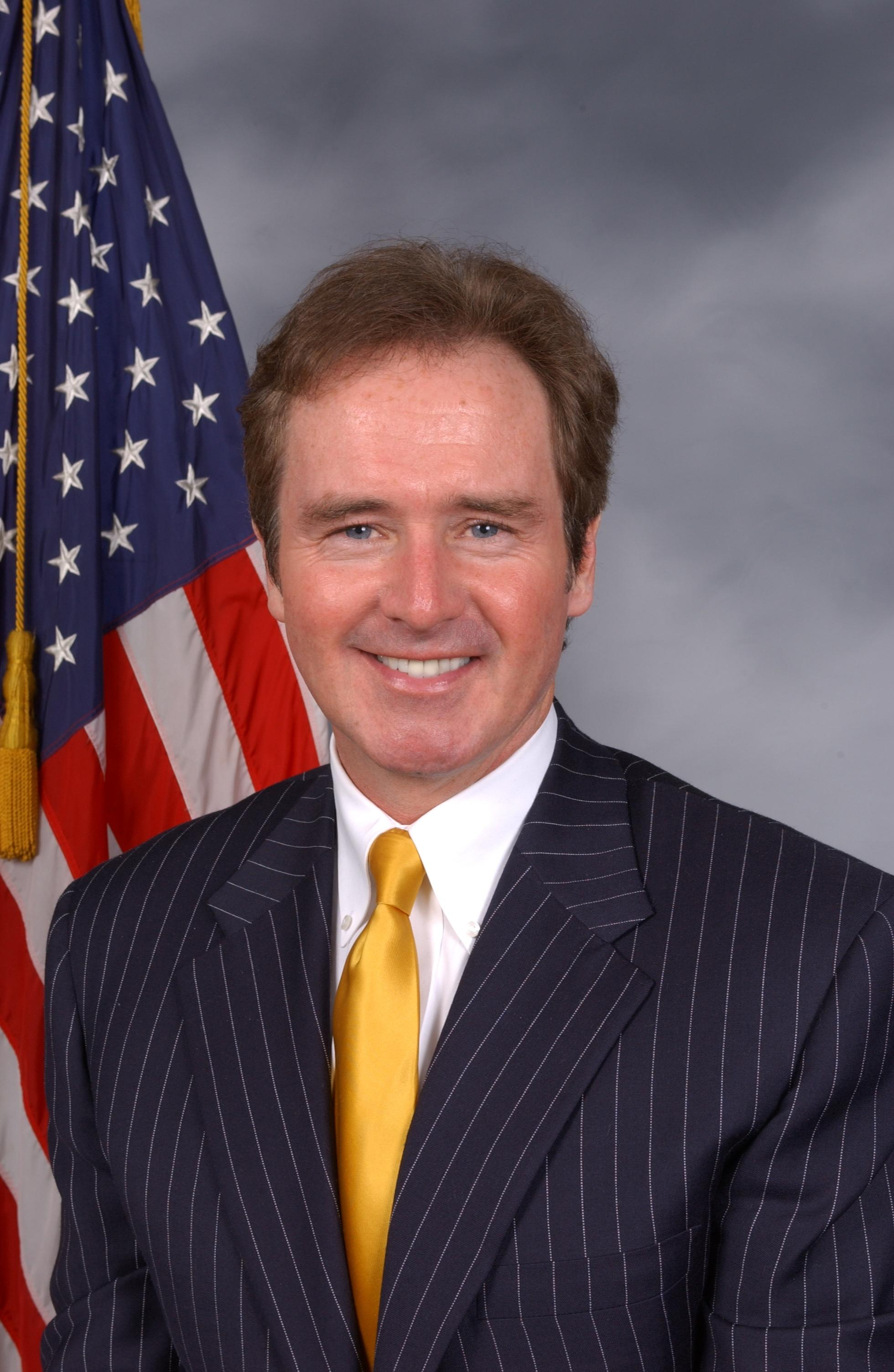
Brian Higgins

Brian Michael Higgins (* 6. Oktober 1959 in Buffalo, Erie County, New York) ist ein US-amerikanischer Politiker der Demokratischen Partei. Seit 2005 ist er Mitglied des Repräsentantenhauses der Vereinigten Staaten für den 27. Distrikt bzw. ab 2013 den 26. Distrikt des Bundesstaats New York. Der Distrikt umfasst Teile von Buffalo und das komplette Chautauqua County.

## Biografie
Higgins wurde in Buffalo geboren, wo er auch heute noch lebt. Seinen Bachelor of Arts in Politikwissenschaft erhielt er 1984 am Buffalo State College. Im Buffalo Common Council (Stadtverordnetenversammlung) war er von 1988 bis 1993 Vertreter des südlichen Distrikts von Buffalo. Seinen Master of Public Administration erhielt er 1996 an der Harvard University. Von 1999 bis zu seiner Wahl ins US-Repräsentantenhaus vertrat er den 145. New Yorker Distrikt in der New York State Assembly.
Als Nachfolger von Jack Quinn wurde Higgins bei den Wahlen 2004 recht knapp mit 50,3 % der Stimmen ins Repräsentantenhaus gewählt. Er konnte alle folgenden neun Wahlen von 2006 bis 2022 gewinnen.
Die Primary (Vorwahl) seiner Partei für die Wahlen 2022 am 23. August gewann er gegen Emin Eddie Egriu mit 91 %. Er trat am 8. November 2022 gegen Steven Sams von der Republikanischen Partei an und entschied diese Wahl mit 63,8 % der Stimmen für sich. Er war bis zum 13. Februar 2023 Mitglied des Repräsentantenhaus des 118. Kongresses.  Er trat  zurück um Präsident des Shea’s Performing Arts Center zu werden. Die Nachwahl am 30. April gewann der Demokrat Tim Kennedy.

## Ausschüsse
Higgins ist aktuell Mitglied in folgenden Ausschüssen des Repräsentantenhauses:
- Committee on the Budget
- Committee on Ways and Means
  - Health
  - Social Security
  - Trade

Außerdem gehörte er dem Ad Hoc Committee on Irish Affairs an. Higgins ist des Weiteren Mitglied in sieben Caucuses.